# 千代綾香
千代 綾香（ちよ あやか、1978年7月22日 - ）は、元NACK5のプロ野球リポーター。血液型O型。

## 経歴
埼玉県出身。1987年の日本シリーズでの清原和博の涙を西武球場で見て以来、ライオンズファン、清原ファンとなる。埼玉県立浦和第一女子高等学校を経て、慶應義塾大学卒。2004年にNACK5のプロ野球リポーター募集で2000人近い応募者から選ばれる。ライオンズファンゆえリポーター募集に「記念受験のつもりで受けた」と語っている。
2004年はサブリポーターとして登場し、2005年から吉野麻子に代わりライオンズナビゲータの4代目に就任。 
前職はみずほコーポレート銀行で、契約書の作成、法人営業などの業務をしていた（レポーターの仕事は未経験）。
慶應義塾大学在学中は、「慶應スポーツ」なるサークルに属して六大学野球取材などをしていて、同期には佐藤友亮（埼玉西武ライオンズ）がいる。
2008年には番組の特別企画として実況を試合の一部だが担当した。2009年6月6日に横浜スタジアムで行われた横浜ベイスターズ対埼玉西武ライオンズ戦で初めてヒーローインタビューを担当した（ヒーローは栗山巧）。2010年も横浜スタジアムでは、ヒーローインタビューを担当している。（ヒーロー：5月15日は涌井秀章、5月16日は高山久）
2012年1月中旬、一身上の都合によりライオンズナビゲーターを退任した。退任にあたって、NACK5からの正式なコメントは一切行われていない。

## 過去の出演番組
- NACK5 SATURDAY&SUNDAY LIONS
- EXCITING SATURDAY（ライオンズレポート）
- 夕焼けSHUTTLE（TODAY'S LIONS）
- NACK AFTER5（LIONS REPORT → TODAY'S LIONS）